# Alpecin-Deceuninck/2022
Deze pagina geeft een overzicht van de Alpecin-Fenix-wielerploeg (per 1 juli Alpecin-Deceuninck) in 2022.

## Algemene gegevens
Sponsors: Alpecin, Fenix, Deceuninck
Algemeen manager: Philip Roodhooft
Teammanager: Christoph Roodhooft
Ploegleiders: Michel Cornelisse, Kristof De Kegel, Bart Leysen, Gianni Meersman, Frederik Willems
Fietsmerk: Canyon
Kleding: Kalas

## Renners
| Naam                     | Geboortedatum | Nationaliteit       | Ploeg 2021                     |
| ------------------------ | ------------- | ------------------- | ------------------------------ |
| Edward Anderson          | 18-04-1998    | Verenigde Staten    |                                |
| Maurice Ballerstedt      | 16-01-2001    | Duitsland           | Jumbo-Visma Development Team   |
| Sjoerd Bax               | 06-01-1996    | Nederland           | Metec-Solarwatt p/b Mantel     |
| Tobias Bayer             | 17-11-1999    | Oostenrijk          |                                |
| Dries De Bondt           | 04-07-1991    | België              |                                |
| Floris De Tier           | 20-01-1992    | België              |                                |
| Silvan Dillier           | 03-08-1990    | Zwitserland         |                                |
| Samuel Gaze              | 12-12-1995    | Nieuw-Zeeland       | Alpecin-Fenix Development Team |
| Michael Gogl             | 04-11-1993    | Oostenrijk          | Team Qhubeka NextHash          |
| Jimmy Janssens           | 30-05-1989    | België              |                                |
| Alexander Krieger        | 28-11-1991    | Duitsland           |                                |
| Senne Leysen             | 18-03-1996    | België              |                                |
| Jakub Mareczko           | 30-04-1994    | Italië              | Vini Zabù                      |
| Tim Merlier              | 30-10-1992    | België              |                                |
| Xandro Meurisse          | 31-01-1992    | België              |                                |
| Stefano Oldani           | 10-01-1998    | Italië              | Lotto Soudal                   |
| Jasper Philipsen         | 02-03-1998    | België              |                                |
| Edward Planckaert        | 01-02-1995    | België              |                                |
| Jonas Rickaert           | 07-02-1994    | België              |                                |
| Oscar Riesebeek          | 23-12-1992    | Nederland           |                                |
| Kristian Sbaragli        | 08-05-1990    | Italië              |                                |
| Robert Stannard          | 16-09-1998    | Australië           | Team BikeExchange              |
| Lionel Taminiaux         | 21-05-1996    | België              |                                |
| Scott Thwaites           | 12-02-1990    | Verenigd Koninkrijk |                                |
| Fabio Van Den Bossche    | 21-09-2000    | België              | Sport Vlaanderen-Baloise       |
| David van der Poel       | 15-06-1992    | Nederland           |                                |
| Mathieu van der Poel     | 19-01-1995    | Nederland           |                                |
| Guillaume Van Keirsbulck | 14-02-1991    | België              | Alpecin-Fenix Development Team |
| Gianni Vermeersch        | 19-11-1992    | België              |                                |
| Julien Vermote           | 26-07-1989    | België              |                                |
| Jay Vine                 | 16-11-1995    | Australië           |                                |

### Vertrokken
| Naam                 | Geboortedatum | Nationaliteit       | Ploeg 2022                     |
| -------------------- | ------------- | ------------------- | ------------------------------ |
| Laurens De Vreese    | 29-09-1988    | België              | Gestopt                        |
| Roy Jans             | 15-09-1990    | België              | Gestopt                        |
| Marcel Meisen        | 08-01-1989    | Duitsland           | Team Lotto - Kern Haus         |
| Sacha Modolo         | 19-06-1987    | Italië              | Bardiani-CSF-Faizanè           |
| Alexander Richardson | 30-04-1990    | Verenigd Koninkrijk | ?                              |
| Diether Sweeck       | 17-12-1993    | België              | Alpecin-Fenix Development Team |
| Ben Tulett           | 26-08-2001    | Verenigd Koninkrijk | INEOS Grenadiers               |
| Petr Vakoč           | 11-07-1992    | Tsjechië            | Gestopt                        |
| Otto Vergaerde       | 15-07-1994    | België              | Trek-Segafredo                 |
| Louis Vervaeke       | 06-10-1993    | België              | Quick Step-Alpha Vinyl         |
| Philipp Walsleben    | 19-11-1987    | Duitsland           | Gestopt                        |

## Overwinningen
| Nationale kampioenschappen wielrennen België - wegrit: Tim Merlier Ster van Bessèges Bergklassement: Jay Vine Ronde van Antalya 4e etappe: Jakub Mareczko Ronde van de Verenigde Arabische Emiraten 1e etappe: Jasper Philipsen 5e etappe: Jasper Philipsen Puntenklassement: Jasper Philipsen Tirreno-Adriatico 2e etappe: Tim Merlier Nokere Koerse Tim Merlier Classic Brugge-De Panne Tim Merlier Internationale Wielerweek 4e etappe: Mathieu van der Poel Dwars door Vlaanderen Mathieu van der Poel Ronde van Vlaanderen Mathieu van der Poel | Ronde van Turkije 3e etappe: Jasper Philipsen Puntenklassement: Jasper Philipsen Vierdaagse van Duinkerke 4e etappe: Lionel Taminiaux 5e etappe: Gianni Vermeersch Ronde van Italië 1e etappe: Mathieu van der Poel 12e etappe: Stefano Oldani 18e etappe: Dries De Bondt Dwars door het Hageland Oscar Riesebeek Ronde van België 2e etappe: Jasper Philipsen Ronde van Frankrijk 15e etappe: Jasper Philipsen 21e etappe: Jasper Philipsen Ronde van Wallonië Eindklassement: Robert Stannard Puntenklassement: Robert Stannard Jongerenklassement: Robert Stannard | Arctic Race of Norway Ploegenklassement: *1) Ronde van Spanje 6e etappe: Jay Vine 8e etappe: Jay Vine Grote Prijs van Wallonië Mathieu van der Poel Omloop van het Houtland Jasper Philipsen Coppa Agostoni Sjoerd Bax Parijs-Bourges Jasper Philipsen Memorial Rik van Steenbergen Tim Merlier Ronde van Langkawi 4e etappe: Jakub Mareczko 5e etappe: Lionel Taminiaux 7e etappe: Sjoerd Bax |

*1) Ploeg Arctic Race of Norway: Ballerstedt, Bax, Sbaragli, Thwaites, Conci, Osborne laatste 2 van Alpecin-Deceuninck Development Team
Mannen: 2009 · 2010 · 2011 · 2012 · 2013 · 2014 · 2015 · 2016 · 2017 · 2018 · 2019 · 2020 · 2021 · 2022 · 2023 · 2024 · 2025
Vrouwen: 2020 · 2021 · 2022 · 2023 · 2024 · 2025
Alpecin-Deceuninck · B&B Hotels-KTM · Bardiani-CSF-Faizanè  · Bingoal Pauwels Sauces WB · Burgos-BH · Caja Rural-Seguros RGA · Drone Hopper-Androni Giocattoli · EOLO-Kometa · Equipo Kern Pharma · Euskaltel-Euskadi · Gazprom-RusVelo · Human Powered Health · Sport Vlaanderen-Baloise · Arkéa-Samsic · Team Novo Nordisk · Team TotalEnergies · Uno-X Pro Cycling Team